# 울산 도시철도 1호선
울산 도시철도 1호선(蔚山都市鐵道1號線)은 울산광역시의 도시 철도 노선으로, 2029년 개통을 목표로 한다.

## 노선 개요
울산 도시철도 1호선은 2029년 개통을 목표로 총사업비 3,814억원을 투입하여 건설하게 된다. 2019년 국토부가 전국 최초로 지정한 수소 시범도시인 점을 감안하여 친환경 무가선 수소 트램 노선으로 추진되어 오고 있다.

## 역사
2023년 8월 23일, 울산 도시철도 1호선 건설 사업이 기획재정부의 타당성재조사를 통과하였다.
남구의 공업탑로터리 체계를 유지한 채 트램 도입 시 로터리 내부 대기 공간 감소, 신호 혼란, 차량 간 엇갈림 심화로 교통체증과 사고 발생이 더 심해질 것으로 예상되자 접근로 방향별 교통량을 고려하여 5개 도로가 만나는 5지 평면교차로 개선안이 제시되었다. 2024년 11월, 〈도시철도 1호선 건설 대비 사전 교통체계 효율화 방안 수립 용역〉중간보고회에서, 1호선 건설에 대비하여 공업탑 로터리를 평면교차로로 전환하는 시의 방안이 제시되었다.
2025년 2월, 국토교통부 대도시권광역교통위원회는 울산 도시철도 1호선 건설 사업에 대한 기본계획을 승인하였다.

## 상세 노선
울산 도시철도 1호선은 태화강역부터 신복교차로까지 정거장 15곳의 노선이다. 총연장은 10.9km로, 시내 주요 도로인 삼산로, 문수로, 대학로에서 운행한다.

## 같이 보기
- 울산 도시철도
- 노면전차(트램)
- 대한민국의 수소경제